# Australian Championships 1953
Turniej tenisowy Australian Championships, dziś znany jako wielkoszlemowy Australian Open, rozegrano w 1953 roku w Sydney w dniach 9 - 17 stycznia.

## Zwycięzcy

### Gra pojedyncza mężczyzn
- Ken Rosewall (AUS) - Mervyn Rose (AUS) 6:0, 6:3, 6:4

### Gra pojedyncza kobiet
- Maureen Connolly Brinker (USA) - Julie Sampson Haywood (USA) 6:3, 6:2

### Gra podwójna mężczyzn
- Lew Hoad (AUS)/Ken Rosewall (AUS) - Don Candy (AUS)/Mervyn Rose (AUS) 9:11, 6:4, 10:8, 6:4

### Gra podwójna kobiet
- Maureen Connolly Brinker (USA)/Julia Sampson Haywood (USA) - Mart Bevis Hawton (AUS)/Beryl Penrose (AUS) 6:4, 6:2

### Gra mieszana
- Julia Sampson Haywood (USA)/Rex Hartwig (USA) - Maureen Connolly Brinker (USA)/Hamilton Richardson (USA) 6:4, 6:3